# Palmadusta saulae
Palmadusta saulae is een slakkensoort uit de familie van de Cypraeidae. De wetenschappelijke naam van de soort is voor het eerst geldig gepubliceerd in 1843 door Gaskoin.